# Horacio Pagani (constructeur automobile)
Pour les articles homonymes, voir Pagani (homonymie).
Horacio Pagani, né le 10 novembre 1955 à Casilda, est un entrepreneur et ingénieur argentin, originaire de la région de Santa Fe, fondateur de la marque automobile italienne Pagani Automobili S.p.A.

## Biographie

### Enfance
Horacio Raul Pagani est né 10 novembre 1955 à Casilda, Santa Fe en Argentine de l'union de Marta Lavandaio et Mario Pagani, un couple de boulangers, originaires de Côme, en Italie.
Très tôt attiré par la compétition automobile, Horacio Pagani construit ses premiers modèles réduits en bois ou en résine, exposés aujourd'hui dans le hall d'entrée de l'usine à Modène, à 12 ans. À 15 ans, il restaure des motos et construit une mini moto, initié par un ami, Gustavo Marani, qui lui montre le premier l'univers de l'industrie mécanique. À 17 ans, il construit un buggy sur une base de Renault Dauphine, qu'il brevète.

### Carrière
Une fois ses études secondaires achevées, il étudie de 1972 à 1974 à l'université nationale de La Plata la conception industrielle, et en 1975 l'ingénierie mécanique à l'université de Rosario, jusqu'en 1977.
De 1977 à 1982, il s'installe à son compte, et travaille sur de nombreux projets parmi lesquels des meubles métalliques, des caravanes et des campings‑cars, ou encore des fauteuils roulants et des lits orthopédiques. Il réalise aussi à la demande du centre de recherche et de développement de l'université de Rosario un appareil de contrôle des déformations des routes.
En 1982, il obtient une bourse d'études du Rotary Club pour le Royal College of Art à Londres, et pour l'Art Center à Pasadena (États-Unis).
En 1979, à 24 ans, il construit un châssis de F2 qu'il engage en compétition. La conception de ce premier modèle intéresse par ses avancées techniques Renault qui lui fournit un moteur.
Il rencontre à cette période son idole Juan Manuel Fangio qui deviendra par la suite son ami. Sur les conseils de celui-ci, il s'installe en 1983 à Modène, berceau de l'automobile sportive italienne et des marques Ferrari, Maserati et Lamborghini.
En 1983, sans parler italien, il rentre chez Lamborghini où après une rapide ascension il devient spécialiste des matériaux composites. Il quitte la firme en 1988 pour créer sa propre activité : Pagani Composite Research. Parallèlement à cette activité, il développe un nouveau modèle de supercar, la C8, destinée à s'appeler la Fangio F1. Les premiers tests en soufflerie ont lieu en 1992, année à laquelle il crée la société Pagani Automobili S.p.A. Toutefois, après la mort de Fangio en 1995, Pagani rebaptise la voiture du nom de Zonda, un vent des Andes.